# Censur i Sverige
I Sverige har regelrätt censur – förhandsgranskning – förekommit vid flera olika tillfällen under landets historia. Yttrandefrihetsgrundlagen från 1991 och tryckfrihetsförordningen från 1766 tillförsäkrar frihet från censur, så länge inget tryckfrihetsbrott begåtts. Storskalig politisk censur förekom senast under andra världskriget.
Tillsammans med Finland, Island, Nederländerna, Norge och Schweiz positionerar sig Sverige på förstaplatsen på Reportrar utan gränsers senaste index över pressfrihet. Enligt organisationen utmärker sig Sverige när det gäller tryckfrihetsförordningen, som enligt organisationen medverkar till ett gynnsamt arbetsklimat för journalister. Samtidigt varnar man för att mordhoten mot bland andra Lars Vilks kan öppna upp för självcensur.

## Censur genom historien

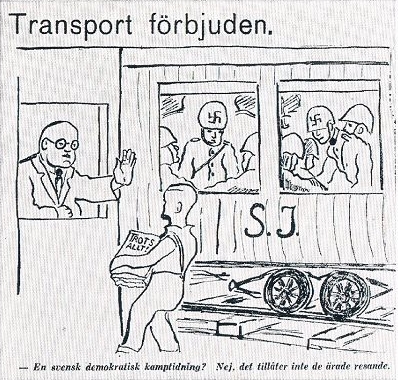
Satirteckning över transportförbudet och permittenttrafiken under andra världskriget, gjord av Ivar Starkenberg för tidningen Trots allt!.

Innan tryckfrihetsförordningen antogs hade Sverige en omfattande censurverksamhet: landet hade en rikscensor, ett ämbete som övervakade allt skulle ges ut i tryck, även böcker som importerades. Med tryckfrihetsförordningen minskade censuren.
Under andra världskriget hade Utrikesdepartementet en censor i telegrafstyrelsens hus på Slottsbacken, där telegram, brev, telefonsamtal och massmedier censurerades och granskades. Som farlig information bedömdes uppgifter som kunde vara ofördelaktiga för Sverige eller som handlade om Tyskland. Flera tidningar belades under kriget med transportförbud, för att förhindra spridning av åsikter som ansågs farliga. Efter kriget lagstiftades dock om att Posten var skyldig att distribuera alla skrifter som gavs ut, även om de av något skäl var olagliga.
Den 27 maj 2010 överlämnade regeringen en proposition till riksdagen om att förhandsgranskning av film avsedd att visas offentligt för vuxna skulle avskaffas. Statens Biografbyrå hade uppdraget att förhandsgranska all biograffilm, från att den startades 1911 tills den lades ned vid årsskiftet 2010-2011, och uppdraget överfördes till Statens Medieråd.
Den socialdemokratiska riksdagsledamoten Maj Britt Theorin förespråkade 1987 förbud mot privat innehav av parabolantenner. Detta skedde genom ett förslag från det Socialdemokratiska Kvinnoförbundet vid genombrottet av den kommersiella televisionen i Sverige i mitten av 1980-talet. Det röstades dock ner vid kongressen.

## Nutid
Idag bedrivs ett slags censur i samband med barnpornografibekämpning. För att motarbeta barnpornografi har Rikspolisstyrelsen en spärrlista över webbplatser och servrar som uppfattas innehålla barnpornografi. Enligt uppgift från Sveriges Radio blockeras 4 600 webbplatser/domäner. Listan – som internetleverantörer kan men inte är tvingade att använda – är sekretessbelagd. Flera webbplatser har felaktigt råkat för censuren, trots att de saknade innehåll med  barnpornografi. En av dessa var koreabonsai.com.
Olika förslag om censur har även varit uppe i Europaparlamentet. Där har till exempel Cecilia Malmström lagt fram förslag om att samtliga EU-länder ska blockera tillgång till webbsidor med barnpornografiskt innehåll, ett förslag som stöddes av Rädda Barnen. Förslagen har varit en känslig fråga, då kritiker menar att dessa censurförslag strider mot grundläggande mänskliga rättigheter. Kritikerna menar också att denna censur inte skulle ha någon inverkan på bekämpning av barnpornografi eftersom den är kortsiktig och lätt att kringgå.
Sveriges Radio har under mycket lång tid bedrivit interncensur genom att underlåta att spela viss musik, så kallad dödskallemärkning. Denna självcensur betyder dock inte att det är olagligt för andra radiokanaler att spela denna musik.
Även turerna kring fildelningssajten The Pirate Bay har också varit ett känsligt ämne, eftersom viss censur har förespråkats av kritiker till webbplatsen.

### Andra informationsförbud
Det finns andra begränsningar av informationsfrihet, som mer sällan innebär censur i form av förhandsgranskning, utan oftare prövas i efterhand.
Enligt lagen om förledande av ungdom är det förbjudet att sprida meddelanden till barn som kan verka förråande på deras moral. 
Det är också förbjudet att vidarebefordra information som kan äventyra rikets säkerhet.
Efter Rysslands invasion av Ukraina beslutade EU att förbjuda internetleverantörer att vidareförmedla information från ryska nyhetskanaler och -sajter. Beslutet kritiserades i Sverige, där många internetleverantörer valt att efterleva beslutet, för att göra intrång i yttrandefriheten, som är en grundläggande mänsklig fri- och rättighet som är stadfäst i svensk grundlag.